# Miquel Almirall
Miquel Almirall (Barcelona, 1961) és llicenciat en Filologia Catalana (1980-1985) i doctor en Filologia Romànica amb la tesi El discurs dels fundadors de la Renaixença i la crítica (1992).
Ha publicat Milà i Fontanals, sociolingüista (1995) i diversos articles sobre autors de la Renaixença i sobre els Jocs Florals de Barcelona. Va ser membre del col·lectiu Contrastant (2000-2007) amb Albert Berrio i Vicent Conca.
Contrastant va usar Internet per contradir les xifres oficials de les manifestacions i de certàmens com la Fira d'Abril de Barcelona. Va ser la primera web crítica amb el tractament dels mitjans de comunicació tradicionals en la cobertura de grans esdeveniments. Arran de l'actual procés sobiranista, el col·lectiu va tornar a l'activitat fins al 9 de novembre de 2014 a la xarxa amb un espai a Vilaweb.